# Napomyza immerita
Napomyza immerita är en tvåvingeart som beskrevs av Spencer 1969. Napomyza immerita ingår i släktet Napomyza och familjen minerarflugor. Inga underarter finns listade i Catalogue of Life.